# الاتصالات اللاسلكية الرقمية المحسنة

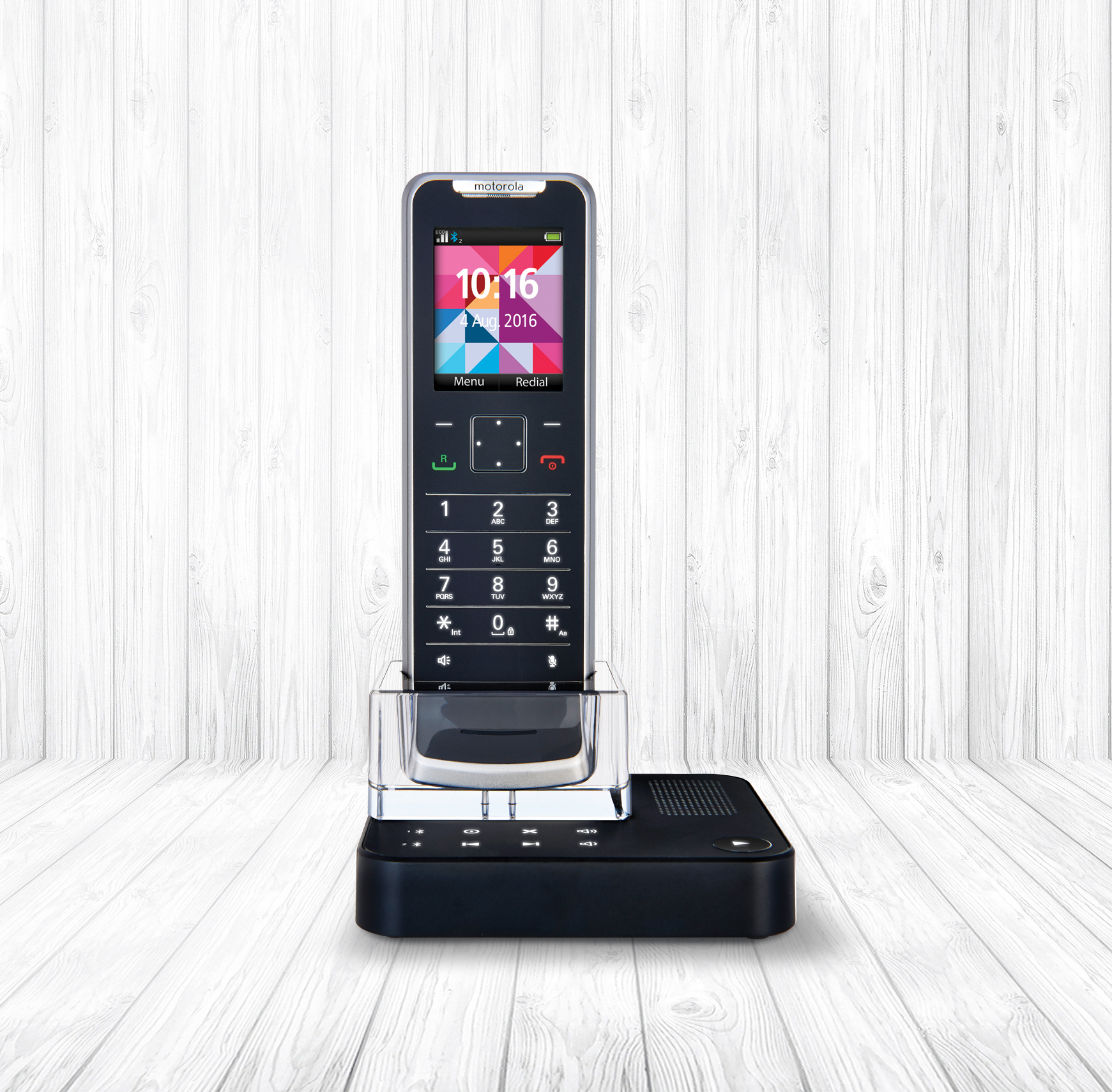
موتورولا IT.6

الاتصالات اللاسلكية الرقمية المحسنة (الاتصالات اللاسلكية الرقمية الأوروبية)، والتي تعرف عادة عن طريق الاختصار DECT، وهو معيار يستخدم في المقام الأول لخلق أنظمة الهاتف اللاسلكي. نشأت في أوروبا، حيث تمثل المعيار العالمي، آخذتاً بذلك محل معايير الهاتف اللاسلكي السابقة، مثل 900 ميغا هرتز CT1 و CT2.
خارج أوروبا، تم اعتماده من قبل أستراليا ومعظم البلدان في آسيا وأمريكا الجنوبية، وتم تأخير اعتماده في أمريكا الشمالية بسبب لوائح الترددات الراديوية في الولايات المتحدة. هذا التطور الإجباري لنوع من DECT يسمى DECT 6.0، باستخدام نطاق تردد مختلف قليلاً، مما يجعل هذه الوحدات غير متوافقة مع الأنظمة المعدة للاستخدام في مناطق أخرى، حتى من نفس الشركة المصنعة، ولقد استبدلت تقنية DECT بشكل شبه عالمي المعايير الأخرى في معظم البلدان التي يتم استخدامها فيها، باستثناء أمريكا الشمالية.
تم تصميم DECT في الأصل للتجوال السريع بين المحطات الرئيسية المتصلة بالشبكة، وكان أول منتج DECT هو Net <sup id="mwIA">3</sup> Wireless LAN، ومع ذلك، فإن أكثر تطبيقاته شيوعًا هي الهواتف اللاسلكية أحادية الخلية المتصلة بالهاتف التناظري التقليدي، بشكل أساسي في أنظمة المنزل والمكاتب الصغيرة، على الرغم من أن البوابات التي تحتوي على مكررات DECT و / أو مكررات DECT متعددة الخلايا متوفرة أيضًا في العديد من مبادلات الفروع الخاصة (PBX) أنظمة للشركات المتوسطة والكبيرة، منتجةً من Panasonic و Mitel وGigaset وSnom و BT Business و Spectralink و RTX Telecom. يمكن أيضًا استخدام تقنية DECT لأغراض أخرى غير الهواتف اللاسلكية، مثل أجهزة مراقبة الأطفال وأجهزة الاستشعار الصناعية، ويعد DECT ULE الخاص بـ ULE Alliance وبروتوكول "HAN FUN"  أشكال أخرى مصممة خصيصًا لأمن المنزل والأتمتة وإنترنت الأشياء (IoT).ِ
يتضمن معيار DECT ملف تعريف الوصول العام (GAP)، وهو ملف تعريف شائع عن قابلية التشغيل البينيِ لإمكانيات الهاتف البسيطة، والتي تطبقها معظم الشركات المصنعة. يمكن توافق GAP أجهزة وقواعد DECT من جهات تصنيع مختلفة من العمل على المستوى الأساسي والأبسط من الوظائف، وهو إجراء المكالمات واستلامها، وتستخدم اليابان متغير DECT الخاص بها، وهو J-DECT، والذي يدعمه منتدى DECT.
يوفر معيار الجيل الجديد DECT (NG-DECT)، الذي تم تسويقه باسم CAT-iq بواسطة منتدى DECT، مجموعة مشتركة من الإمكانيات المتقدمة للهواتف والمحطات الأساسية. يتيح CAT-iq إِمكانية التبادل عبر محطات IP-DECT الأساسية والهواتف من مختلف الشركات المصنعة، مع الحفاظ على التوافق مع أجهزة GAP. يتطلب أيضا دعما إِلزاميا للصوت واسع النطاق.

## تاريخ المعايير
تم تطوير معيار DECT من قبل المعهد الأوروبي لمعايير الاتصالات (ETSI) على عدة مراحل، أَولها حدث بين عامي 1988 و 1992 عندما تم نشر الجولة الأُولى من المعايير. كانت هذه سلسلة ETS 300-175 في تسعة أَجزاء تحدد الواجهة الهوائية، و ETS 300-176 تحدد كيفية اعتماد الوحدات من نفس النوع. كما تم نشر تقرير تقني، ETR-178، يشرح المعيار. ثم تم تطوير ونشر المعايير اللاحقة من قبل المعهد الأُوروبي لمعايير الاتصالات (ETSI) لتغطية ملفات تعريف قابلية التشغيل البينيِ ومعايير الاختبار.
تم تسميته الهاتف اللاسلكي الأوروبي الرقمي عند إطلاقه من قبل CEPT في نوفمبر 1987؛ سرعان ما تم تغيير اسمها إلى الاتصالات الأوربية اللاسلكية الرقمية، بناء على اقتراح من إِيطاليا Enrico Tosato، ليعكس النطاق الأَوسع من التطبيقات بما في ذلك خدمات البيانات. في عام 1995، نظرًا لاستخدامه العالمي بشكل أَكبر، تم تغيير الاسم من أوروبي إِلى مُحسن. يعترف الاتحاد الدولي للاتصالات بأن DECT تفي بمتطلبات IMT-2000 وبالتالي فهي مؤهلة كنظام 3G . ضمن مجموعة تقنيات IMT-2000، يشار إِلى DECT باسم وقت تردد IMT-2000 (IMT-FT).
تم تطوير DECT بواسطة المعهد الأوروبي لمعايير الاتصالات (ETSI) ولكن تم اعتماده منذ ذلك الحين من قِبل العديد من البلدان في جميع أَنحاء العالم. نطاق تردد DECT الأَصلي (1880-1900 MHz) في جميع البلدان في أوروبا. خارج أُوروبا، يتم استخدامه في معظم آسيا وأستراليا وأمريكا الجنوبية.ِ في الولايات المتحدة، غيرت لجنة الاتصالات الفيدرالية في عام 2005 تكاليف التوجيه والترخيص في نطاق قريب (ِ1920-1930 ميغاهيرتز، أو 1.9 GHz)، والمعروفة باسم خدمات الاتصالات الشخصية غير المرخصة (UPCS)، مما يسمح ببيع أجهزة DECT في الولايات المتحدة مع الحد الأَدنى من التغييرات فقط. هذه القنوات مخصصة حصريا لتطبيقات الاتصالات الصوتية، وبالتالي فهي أَقل عرضة للتداخل من الأجهزة اللاسلكية الأخرى مثل أجهزة مراقبة الأطفال والشبكات اللاسلكية.
تم نشر معيار الجيل الجديد DECT (NG-DECT) للمرةِ الأُولى في عام 2007؛  حيث تم تطويره بواسطة المعهد الأوروبي لمعايير الاتصالات (ETSI) بتوجيه من مبادرة البوابة الرئيسية من خلال منتدى DECT  لدعم وظائف IP-DECT في البوابة الرئيسية /معدات IP-PBX. تأتي سلسلة ETSI TS 102527 فيِ خمسة أَجزاء وتغطي الصوت عريض النطاق ومميزات التشغيل البيني الإِلزامي بين الهواتف والمحطات الأَساسية. وقد سبقها تقرير فني توضيحي، ETSI TR 102 570. يحتفظ منتدى DECT ببرنامج الشهادات والعلامات التجارية CAT-iq؛ يستند ملف تعريف الصوت عريض النطاق CAT-iq 1.0 وملامح التشغيل البيني 2.0/2.1 إِلى الأَجزاء ذات الصلة من ETSI TS 102527.ِ
تم الإعلان عن معيار DECT Ultra Low Energy (DECT ULE) في يناير من عام 2011 وتم إِطلاق المنتجات التجارية الأولى في وقت لاحق من ذلك العام بواسطة Dialog Semiconductor. تم إِنشاء المعيار لتمكين تطبيقات أتمتة المنزل والأمن والرعاية الصحية والطاقة التي تعمل بالبطاريات.ِ مثل DECT، يستخدم معيار DECT ULE الإصدار 1.9 نطاق GHz، وبالتالي يعاني من تداخل أَقل من Zigbee أو بلوتوث أو واي-فاي من أفران الميكروويف، والتي تعمل جميعها في 2.4 غير المرخصة نطاق GHz ISM. يستخدم DECT ULE مخطط شبكة نجميا بسيطا، لذلك يتم توصيل العديد من الأجهزة في المنزل بوحدة تحكم واحدة.
تمت إِضافة برنامج ترميز صوتي جديد منخفض التعقيد، LC3plus، كخيار لمراجعة 2019 لمعيار DECT.ِ تم تصميم برنامج الترميز هذا لتطبيقات الصوت والموسيقى عالية الجودة، ويدعم النطاق الضيق القابل للتطوير، والنطاق العريض، والنطاق العريض الفائق، والترميز كامل النطاق، بمعدلات عينات تبلغ 8 و16 و24 و32 و48 كيلو هرتز وعرض النطاق الترددي الصوتي يصل إلى 20 كيلو هرتز.
تم نشر بروتوكول راديو DECT-2020 الجديد في يوليو من عام 2020؛ تحدد واجهة فعلية جديدة بناء على تعدد الإرسال بتقسيم التردد المتعامد البادئة الدورية (CP- OFDM) قادرة على ما يصل إِلى 1.2 معدل نقل جيجابت/ثانية مع تعديل QAM -1024. يدعم المعيار المحدث MIMO متعدد الهوائيات وتشكيلِ الحزمة، وتشفير قناة FEC، وطلب التكرار التلقائي الهجين.ِ يحدد 17 تردد قناة راديو في النطاق من 450 ميجا هرتز إلى 5875 ميجا هرتز، وعرض نطاق القناة 1728 أو3456 أو6912 كيلو هرتز.ِ الاتصال المباشر بين الأجهزة الطرفية ممكن من خلال هيكل شبكة متشابكة. اقترح المعهد الأُوروبي لمعايير الاتصالات (ETSI) بروتوكول DECT-2020 المحدث كمرشح لمعيار IMT-2020 القادم، لاستخدامه في أَتمتة صناعة اتصالات نوع الماكينة الضخمة (MMTC)، والاتصالات فائقة الموثوقية منخفضة الكمون (URLLC)، وتطبيقات الصوت اللاسلكية الاحترافية مع نقطة من نقطة إلى نقطة أو اتصالات متعددة؛  سيتم الانتهاء من مراجعة الاقتراح المقدم بحلول أكتوبر 2021. كما تم النظر في تعديلات OFDMA و SC-FDMA من قبل لجنة ESTI DECT.
OpenD هو إِطار مفتوح المصدر مصمم لتوفير تنفيذ برمجي كامل لبروتوكولات DECT ULE على الأَجهزة المرجعية من Dialog Semiconductor و DSP Group؛ يتم الحفاظ على المشروع من قِبل منتدى DECT.ِ 

## طلب
يتصور معيار DECT في الأَصل فيِ ثلاثة مجالات رئيسية للتطبيق:
- الاتصالات الهاتفية اللاسلكية المَحلية، باستخدام محطة أساسية واحدة لتوصيل هاتف واحد أَو أكثر بشبكة الاتصالات العامة.
- مقارنات العمل اللاسلكية PABXs والشبكات المحلية اللاسلكية، باستخدام العديد من المحطات الأساسية للتغطية.ِ تستمر المكالمات بينما يتنقل المستخدمون بين خلايا التغطية المختلفة، من خلال آلية تُسمى التسليم. يمكن أن تكون المكالمات داخل النظام وشبكة الاتصالات العامة.
- الوصول العام، باستخدام عدد كبير من المحطات القاعدية لتوفير بناء قدرة عالية أَو تغطية منطقة حضرية كجزء من شبكة اتصالات عامة.

من بين هذه التطبيقات، كان التطبيق المحلي (الهواتف المنزلية اللاسلكية) ناجحا للغاية. حقق سوق PABX المؤسسي بعض النجاح، وقدم جميع بائعي السنترالات الرئيسيين خيارات وصول DECT.ِ لم ينجح تطبيق الوصول العام، حيث تفوقت الشبكات الخلوية العامة بسرعة على تقنية DECT من خلال ربط تغطيتها في كل مكان بزيادات كبيرة في السعة وانخفاض التكاليف باستمرار.ِ لم يكن هناك سوى تثبيت رئيسي واحد لـ DECT للوصول العام: في أوائل عام 1998 أطلقت Telecom Italia شبكة DECT واسعة النطاق تعرف باسم "Fido" بعد الكثير من التأخير التنظيمي، والتي تغطي المدن الرئيسية في إِيطاليا. تم الترويج للخدمة لبضعة أَشهر فقط، وبعد أَن بلغت ذروتها عند 142000 مشترك، تم إِغلاقها في عام 2001.
تم استخدام DECT للحلقة المحلية اللاسلكية كبديل للأَزواج النحاسية في «الميل الأَخير» في بلدان مثل الهند وجنوب إِفريقيا. باستخدام الهوائيات الاتجاهية والتضحية ببعض سعة الحركة، يمكن أن تمتد التغطية الخلوية إِلى أكثر من 10 كيلومتر (6.2 ميل). أَحد الأمثلة على ذلك هو معيار corDECT.
كان أَول تطبيق بيانات لـ DECT هو نظام الشبكة المحلية اللاسلكية Net <sup id="mwoQ">3</sup> بواسطة Olivetti، والذي تم إِطلاقه في عام 1993 وتوقف في عام 1995.ِ مقدمة لشبكة Wi-Fi، كان Net 3 عبارة عن شبكة بيانات خلوية صغيرة فقط مع تجوال سريع بين المحطات الأساسية و 520 معدلات الإرسال kbit /s.
تُوجد أيضا تطبيقات البيانات مثل المحطات النقدية الإِلكترونية وإشارات المرور وفتحات الأَبواب عن بُعد ، ولكنها طغت عليها شبكات Wi-Fi و3G و4G التي تتنافس مع DECT في كل من الصوت والبيانات.

## ديكت 6.0
DECT 6.0 هو مصطلح تسويقي في أَمريكا الشمالية لأَجهزة DECT المصنعة للولايات المتحدة وكندا والتي تعمل في نطاق 1.9 جيجاهرتز.ِ لا يساوي "6.0" نطاق طيفي؛ تقرر أَن مصطلح DECT 1.9 ربما يكون قد أربك العملاء الذين يساويون أَعدادا أكبر (مثل 2.4 و 5.8 في 2.4 الحالي جيجاهرتز و 5.8 الهواتف اللاسلكية GHz) مع المنتجات اللاحقة.ِ صاغ هذا المصطلح ريك كروبكا، مدير التسويق في شركة سيمنز ومجموعة عمل DECT USA / Siemens ICM.
في أَمريكا الشمالية، يعاني DECT من أَوجه قصور مقارنة بـ DECT في أي مكان آخر، منذ نطاق UPCS (1920-1930) MHz) لا يخلو من التداخل الشديد. عرض النطاق الترددي نصف عرضه المستخدم في أوروبا (1880-1900 ميغاهيرتز)،  يقلل 4 متوسط طاقة النقل بالميلوات من النطاق مقارنة بـ 10 ميغاواط مسموح به في أوروبا، والنقص الشائع في توافق GAP بين البائعين الأَمريكيين يلزم العملاء ببائع واحد.
قبل 1.9 تمت الموافقة على نطاق GHz من قبل لجنة الاتصالات الفيدرالية (FCC) فيِ عام 2005، ويمكن أَن يعمل DECT فقط فيِ نطاق 2.4 جيجا هرتز و 900 غير المرخصة نطاقات MHz 2 ISM للمنطقة؛ وأبلغ بعض مستخدمي هواتف Uniden WDECT GHz2.4 عن وجود مشكلات فيِ التشغيل البيني مع معدات Wi-Fi. [هل المصدر موثوق به؟] 
لا يجوز استخدام منتجات DECT 6.0 من أَمريكا الشمالية  وسريلانكا  وأَفريقيا، لأَنها تسبب وتعاني من التداخل مع الشبكات الخلوية المحلية. استخدام مثل هذه المنتجات محظور من قبل هيئات الاتصالات الأُوروبية وPTA وهيئة تنظيم الاتصالات في سريلانكا  وهيئة الاتصالات المستقلة في جنوب إفريقيا. لا يجوز استخدام منتجات DECT الأُوروبية في الولايات المتحدة وكندا، لأَنها تتسبب أيضا في حدوث تداخل مع الشبكات الخلوية الأمريكية والكندية وتعاني من ذلك، ويحظر استخدامها من قبل لجنة الاتصالات الفيدرالية والصناعة الكندية.
DECT 8.0 HD هو تسمية تسويقية لأَجهزة DECT فيِ أَمريكا الشمالية المعتمدة بملف تعريف CAT-iq 2.0 "Multi Line".

## ان جي-ديكت\ كات-أي كيو
التكنولوجيا اللاسلكية المتقدمة -الإِنترنت والجودة (CAT-iq) هو برنامج اعتماد يديره مُنتدى DECT.ِ يعتمد على سلسلة معايير الجيل الجديد DECT (NG-DECT) من المعهد الأُوروبي لمعايير الاتصالات (ETSI).
يحتوي NG-DECT/CAT-iq على ميزات تعمل على توسيع ملف تعريف GAP العام مع دعم إِلزامي للصوت عريض النطاق عالي الجودة، وأمان محسّن، وتحديد هوية الطرف المتصل، وخطوط متعددة، ومكالمات متوازية، ووظائف مماثلة لتسهيل مكالمات VoIP من خلال SIP وH.323 البروتوكولات.
هنالك العديد من ملفات تعريف CAT-iq التيِ تحدد ميزات الصوت المدعومة:
- CAT-iq 1.0.0 تحديث – "HD Voice" (ETSI TS 102527-1): صوت عريض النطاق وخط الطرف المتصل وتعريف الاسم (CLIP / CNAP)
- CAT-iq 2.0 – «متعدد الخطوط» (ETSI TS 102527-3): خطوط متعددة، اسم الخط، انتظار المكالمات، تحويل المكالمات، دليل الهاتف، قائمة المكالمات، نغمات DTMF، سماعة الرأس، الإِعدادات
- CAT-iq 2.1.1 تحديث – «أَخضر» (ETSI TS 102527-5): مؤتمر ثلاثي الأَطراف، اقتحام المكالمات، حظر المتصل (CLIR)، التحكم في جهاز الرد على المكالمات، الرسائل القصيرة، إدارة الطاقة
- بيانات CAT-iq – خدمات البيانات الخفيفة، ترقية البرامج عبر الأَثير (SUOTA) (ETSI TS 102527-4)
- CAT-iq IOT – اتصال المنزل الذكي (IOT) باستخدام DECT للطاقة المنخفضة للغاية (ETSI TS 102939)

يسمح CAT-iq لأي هاتف DECT بالاتصال بقاعدة DECT من بائع مختلف، مما يوفر إِمكانية التشغيل البيني الكامل.ِ تم تصميم مجموعة ميزات CAT-iq 2.0/2.1 لدعم محطات IP-DECT الأَساسية الموجودة في المكتب IP-PBX والبوابات المنزلية.

## ميزات تقنية
يحدد معيار DECT وسيلة للهاتف المحمول أَو «الجزء المحمول» للوصول إِلى شبكة الهاتف الثابت عبر الراديو. تُستخدم المحطة الأساسية أَو «الجزء الثابت» لإِنهاء ارتباط الراديو وتوفير الوصول إِلى خط ثابت. يتم استخدام بوابة بعد ذلك لتوصيل المكالمات بالشبكة الثابتة، مثل شبكة الهاتف العامة (مقبس الهاتف) أَو اتصال PBX للمكتب أوISDN أوVoIP عبر Ethernet.
تتضمن القدرات النموذجية لنظام DECT العام للملف الشخصي للوصول العام (GAP) أَجهزة هواتف متعددة لمحطة أَساسية واحدة ومقبس خط هاتف واحد. يسمح ذلك بوضع العديد من الهواتف اللاسلكية حول المنزل، وتعمل جميعها من نفس مقبس الهاتف.ِ تحتوي الهواتف الإِضافية على محطة شاحن بطارية لا يتم توصيلها بنظام الهاتف. يمكن استخدام الهواتف المحمولة في كثير من الحالات كوحدات اتصال داخلي، والتواصل بين بعضها البعض، وأحيانا كجهاز اتصال لاسلكي، للتواصل البيني دون اتصال بخط الهاتف.
تعمل DECT فيِ 1880-1900 نطاق MHz وَيحدد عَشر قنوات تردد من 1881.792 ميغاهرتز إِلى 1897.344 ميغاهيرتز مع فجوة في نطاق 1728 كيلو هرتز.
يعمل DECT كنظام الوصول المتعدد بتقسيم التردد متعدد الموجات (FDMA) ونظام الوصول المتعدد بتقسيم الوقت (TDMA). هذا يعني أن الطيف الراديوي ينقسم إلى موجات حاملة مادية في بعدين: التردد والوقت. يوفر الوصول إِلى FDMA ما يصل إلى 10 قنوات تردد، ويوفر TDMA الوصول إِلى 24 فترة زمنية لكل اطار من 10 ms. تستخدم تقنية DECT الإرسال المزدوج بتقسيم الوقت (TDD)، مما يعني أَن الوصلة الهابطة والصاعدة تستخدم نفس التردد لكن فترة زمنية مختلفة. وبالتالي، توفر المحطة الأَساسية 12 قناة كلام مزدوجة في كل اطار، مع احتلال كل فترة زمنية لأَي قناة متاحة – وبالتالي 10 × 12 = 120 ناقلة متوفرة، كل منها تحمل 32 كيلوبت/ثانية.
يوفر DECT أيضا طيفًا ممتدًا عبر قفزات التردد عبر بنية TDMA / TDD لتطبيقات نطاق ISM. إِذا تم تجنب التنقل بين الترددات، يمكن لكل محطة أَساسية توفير ما يصل إِلى 120 قناة في طيف التردد اللاسلكي الرقمي (DECT) قبل إِعادة استخدام التردد.ِ يمكن تخصيص كل فترة زمنية لقناة مختلفة من أَجل استغلال مزايا القفز الترددي وتجنب التداخل من المستخدمين الآخرين بطريقة غيرِ متزامنة.
يسمح DECT بتشغيل لاسلكي خال من التداخل لحواليِ 100 متر (110 يارد) الهواء الطلق. ينخفض الأَداء الداخليِ عندما تكون المساحات الداخلية مقيدة بالجدران.
تعمل تقنية DECT بأَمانة في مواقف حركة المرور اللاسلكية المحلية الشائعة المزدحمة. إِنه محصن بشكل عام من التداخل مع أَنظمة DECT الأخرى وشبَكات واي-فاي وأجهزة إرسال الفيديو وتقنية بلوتوث وشاشات الأطفال والأجهزة اللاسلكية الأخرى.

### الخصائص التقنية

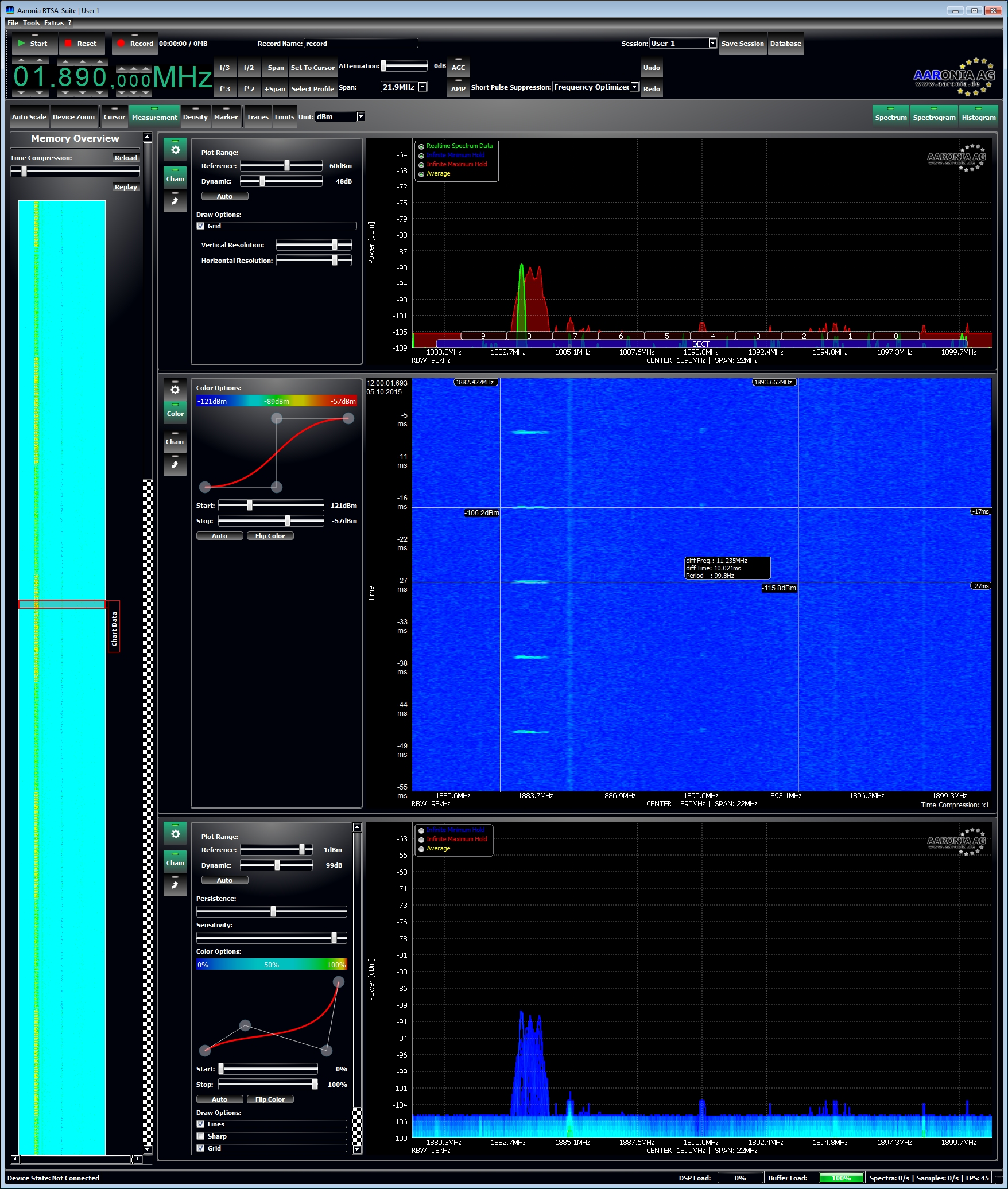
قياس مدة نبضة DECT (100هرتز ، 10ms) على القناة 8

وثائق معايير ETSI ETSI EN 300175 الأَجزاء 1-8 (DECT) وETSI EN 300444 (GAP) وETSI TS 102527 الأَجزاء 1-5 (NG-DECT) تصف الخصائص التقنية التالية:
- ترميز الصوت:
  - إلزامي:
    - 32 كيلوبت / ثانية G.726 ADPCM (نطاق ضيق)،
    - 64 كيلوبت / ثانية G.722 النطاق الفرعي ADPCM (نطاق عريض)

  - اختياري:
    - 64 kbit / s G.711 μ-law / A-law PCM (نطاق ضيق)،
    - 32 كيلوبت / ثانية G.729.1 (نطاق عريض)،
    - 32 كيلوبت / ثانية MPEG-4 ER AAC-LD (نطاق عريض)،
    - 64 كيلوبت / ثانية MPEG-4 ER AAC-LD (نطاق عريض للغاية)
- التردد: تحدد الطبقة المادية DECT الموجات الحاملة RF لنطاقات التردد 1880 ميغاهيرتز حتى 1980 ميغا هرتز و 2010 ميغاهرتز إلى 2025 ميغاهيرتز، وكذلك 902 ميغاهرتز إلى 928 ميغاهيرتز و 2400 ميغاهرتز إلى 2483.5 نطاق MHz ISM مع قفز التردد لسوق الولايات المتحدة. توزيع الطيف الأكثر شيوعًا هو 1880 ميغاهرتز إلى 1900 ميغا هيرتز خارج أوروبا، 1900 ميغاهرتز إلى 1920 ميغاهيرتز و 1910 ميغاهرتز إلى 1930 طيف MHz متاح في العديد من البلدان.
  - 1880–1900 MHz في أوروبا، وكذلك جنوب إفريقيا وآسيا وهونغ كونغ [28] وأستراليا ونيوزيلندا
  - 1786–1792 MHz في كوريا
  - 1880–1895 MHz في تايوان
  - 1893–1906 MHz (J-DECT) في اليابان
  - 1900–1920 MHz في الصين (حتى 2003) 
  - 1910–1920 MHz في البرازيل
  - 1910–1930 MHz في أمريكا اللاتينية
  - 1920–1930 MHz (DECT 6.0) في الولايات المتحدة وكندا
- الناقلون (1.728.0000) تباعد ميغاهيرتز):
  - 10 قنوات في أوروبا وأمريكا اللاتينية
  - 8 قنوات في تايوان
  - 5 قنوات في الولايات المتحدة والبرازيل واليابان
  - 3 قنوات في كوريا
- الفترات الزمنية: 2 × 12 (تيار صعود وهبوط)
- تخصيص القناة: ديناميكي
- متوسط قوة النقل: 10 ميغاواط (250 ذروة ميغاواط) في أوروبا واليابان، 4 ميغاواط (100 ذروة ميغاواط) في الولايات المتحدة

### الطبقة المادية
تستخدم الطبقة المادية DECT الوصول إِلى FDMA / TDMA مَع TDD.
يتم استخدام تشكيل غاوسي لتحويل التردد (GFSK): يتم ترميز الرقم الثنائي بزيادة التردد بمقدار 288 كيلو هرتز، والصفر الثنائي مع انخفاض التردد بمقدار 288 كيلو هرتز. مع توصيلات عالية الجودة، يمكن استخدام تعديل PSK التفاضلي من 2 أو4 أو8 مستويات (DBPSK أوDQPSK أوD8PSK)، والذي يشبه QAM-2 وQAM-4 وQAM-8، لنقل 1، 2، أو 3 بتات لكل رمز. يمكن استخدام تعديلات QAM-16 وQAM-64 مع 4 و 8 بت لكل رمز لبيانات المستخدم (المجال B) فقط، مع سرعات نقل تصل إلى 5,068 ميغابت/ثانية.
يوفر DECT اختيار القناة الديناميكي والتعيين؛ يتم دائمًا اختيار تردد الإِرسال وفتحة الوقت بواسطة المطراف المتنقل. في حالة التداخل في قناة التردد المختارة، يمكن للمطاريف المتنقلة (ربما من اقتراح من المحطة الأساسية) أَن يبدأ إِما التمرير داخل الخلية، أو اختيار قناة/مرسل آخر على نفس القاعدة، أو التمرير بين الخلايا، واختيار محطة قاعدة مختلفة تماما. لهذا الغرض، تقوم أجهزة DECT بفحص جميع القنوات الخاملة بمعدل 30 عادي  لإنشاء قائمة مؤشر قوة الإشارة المستقبلة (RSSI). عندما تكون هناك حاجة لقناة جديدة، فإِن المحطة الطرفية المتنقلة (PP) أو المحطة الأَساسية (FP) تحدد قناة ذات الحد الأَدنى من التداخل من قائمة RSSI.
الحد الأقصى للطاقة المسموح بها للمعدات المحمولة وكذلك المحطات القاعدية هو 250 ميغاواط. يشع الجهاز المحمول في المتوسط حوالي 10 ميغاواط أَثناء المكالمة لأَنها تستخدم فقط واحدة من 24 فترة زمنية للإِرسال. في أوروبا، تم التعبير عن حد القدرة على أنه قدرة مشعة فعالة (ERP)، بدلاً من القدرة المشعة المكافئة الأَكثر شيوعًا (EIRP)، مما يسمح باستخدام هوائيات اتجاهية عالية الكسب لإِنتاج EIRP أعلى بكثير وبالتالي نطاقات طويلة.

### طبقة وصل البيانات
تتحكم طبقة التحكم في الوصول إلى وسائط DECT فيِ الطبقة المادية وتوفرِ خدمات موجهة نحو الاتصال وغيرِ متصلة وبث إِلى الطبقاتِ العليا.ِ
تستخدم طبقة ارتباط بيانات DECT التحكم فيِ بروتوكول الوصول إِلى الارتباط (LAPC)، وهو متغير مصمم خصيصا لبروتوكول ارتباط بيانات ISDN المسمى LAPD. وهيِ تستند إِلى HDLC .
يَستخدم تعديل GFSK معدل بت 1152 كيلوبت/ثانية، بإطار 10 ملليِ ثانية (11520 بت) الذي يحتوي على 24 فترة زمنية. تحتوي كل فتحات على 480 بت، بعضها محجوز للحزم المادية والباقيِ مساحة حماية. تستخدم الفتحات 0-11 دائما للوصلة الهابطة (FP إِلى PP) وتستخدم الفتحات 12-23 للوصلة الصاعدة (من PP إلى FP).
هنالك عدة مجموعات من الفتحات والأَنواع المقابلة من الحزم المادية مع تعديل GFSK:
- الحزمة الأَساسية (ص 32) – 420 أو424 بت «فتحة كاملة»، تستخدم لنقل الكلام العادي. تحتوي بيانات المستخدم (الحقل B) على 320 بت.
- حزمة منخفضة السعة (P00) – 96 بت في بداية الفاصل الزمني («فترة زمنية قصيرة»). تحتوي هذه الحزمة فقط على رأسية 64 بت (حقل A) تستخدم كحامل وهمي لبث تعريف المحطة الأَساسية عندما تكون خاملة.
- حزمة سعة متغيرة (P00 j) – 100 + ي أو104 + j بت، إما نصف فتحات (0 ≤ ي ≤ 136) أو «فتحة طويلة» (137 ≤ ي ≤ 856). تحتوي بيانات المستخدم (الحقل B) على j بت.
  - P64 (ي = 640)، P67 (ي = 672) – «فتحة طويلة»، تستخدم بواسطة بيانات وصوت النطاق العريض NG-DECT / CAT-iq.
- حزمة عالية السعة (P80) – 900 أو904 بت، «فتحة مزدوجة». تستخدم هذه الحزمة فترتين زمنيتين وتبدأ دائما في فترة زمنية متساوية. يتم زيادة المجال B إلى 800 بت. .

تَحتوي 420/424 بت من حزمة GFSK الأَساسية (P32) على الحقول التالية:
- 32 بت – رمز التزامن (حقل S): سلسلة بت ثابت AAAAE98AH لإِرسال FP ، 55551675H للإِرسال PP
- 388 بت – البيانات (D- الحقل)، بما في ذلك
  - 64 بت – header (الحقل A): التحكم في حركة المرور في القنوات المنطقية C وM وN وP وQ
  - 320 بت – بيانات المستخدم (الحقل B): حمولة DECT، أي البيانات الصوتية
  - 4 بت – تدقيق الأخطاء (X-field): CRC للحقل B.ِ
- 4 بت – كشف التصادم/جودة القناة (Z-field): اختياري، يحتوي على نسخة من X-field

معدل البيانات الكامل الناتج هو 32 kbit / s، مُتوفر في كلا الاتجاهين.

### طبقة الشبكة
تَحتوي طبقة شبكة DECT دائما على كيانات البروتوكول التالية:
- التحكم في المكالمات (CC)
- إدارة التنقل (MM)

اختياريًا ، قد يحتوي أيضًا على آخرين:
- خدمات المكالمة التكميلية المستقلة (CISS)
- خدمة الرسائل الموجهة للاتصال (COMS)
- خدمة الرسائل غير المتصلة (CLMS)

كُل هؤلاء يتواصلون من خلال كيان التحكم فيِ الارتباط (LCE).
مشتق بروتوكول التحكم بالمكالمات من ISDN DSS1، وهو Q.931 بروتوكول-derived. تم إِجراء العديد من التغييرات الخاصة بـ DECT.[صف بدقة]
يتضمن بروتوكول إِدارة التنقل إِدارة الهويات، والمصادقة، وتحديث الموقع، والاشتراك على الهواء، وتخصيص المفاتيح. يشتمل على العديد من العناصر المشابهة لبروتوكول GSM، ولكنه يتضمن أيضا عناصر تنفرد بها تقنية DECT.
على عكس بروتوكول GSM، لا تحدد مواصفات شبكة DECT الروابط المتقاطعة بين تشغيل الكيانات (على سبيل المثال، إدارة التنقل والتحكم في المكالمات). تفترضُ الهندسة المعمارية أَن مثل هذه الروابط سيتم تصميمها فيِ وحدة التشغيل البيني التي تربط شبكة الوصول DECT بأي شبكة ثابتة قابلة للتنقل. من خلال إِبقاء الكيانات منفصلة، يكون الهاتف قادرًا على الاستجابة لأَي مجموعة من حركة مرورِ الكيانات، وهذا يخلق مرونة كبيرة في تصميم الشبكة الثابتة دون كسر إمكانية التشغيل البيني الكامل.
DECT GAP هُو ملف تعريف قابلية التشغيل البينيِ لـ DECT. القصد من ذلك هو أَن منتجين مختلفين من جهات تصنيع مختلفة يتوافق كلاهما ليسَ فقط مع معيار DECT، ولكن أيضا مع ملف تعريف GAP المحدد في معيار DECT، قادران على التعامل مع الاتصال الأَساسي.ِ يَتضمن معيار DECT مجموعات اختبار كاملة لـ GAP، ومنتجات GAP الموجودة في السوق من جهات تصنيع مختلفة قابلة للتشغيل البينيِ للوظائف الأَساسية.

### حماية
تتضمن طبقة التحكم فيِ الوصول إِلى وسائط DECT مصادقة الهواتف إِلى المحطة الأَساسية باستخدام خوارزمية المصادقة القياسية DECT (DSAA). عند تسجيل الهاتف على القاعدة، يقوم كلاهما بتسجيل مفتاح مصادقة فريد مشترك (UAK) 128 بت. يمكن للقاعدة طلب المصادقة عن طريق إِرسال رقمين عشوائيين إِلى الهاتف، والذي يحسب الاستجابة باستخدام مفتاح 128 بت المشترك. يمكن للهاتف أيضا طلب المصادقة عن طريق إِرسال رقم عشوائي 64 بت إِلى القاعدة، والذي يختار رقما عشوائيا ثانيا، ويحسب الاستجابة باستخدام المفتاح المشترك، ويرسله مرة أخرى بالرقم العشوائي الثاني.
يوفر المعيار أيضا خدمات التشفير باستخدام التشفير القياسي DECT (DSC). التشفير ضعيف إلى حد ما ، باستخدام متجه تهيئة 35 بت وتشفير دفق الصوت بتشفير 64 بت.ِ فيِ حين أَن معظم معيار DECT متاح للجمهور، فإِن الجزء الذي يصف تشفيرِ DECT القياسي كان متاحا فقط بموجب اتفاقية عدم إفشاء لمصنعي الهواتف من ETSI.
تجعل خصائص بروتوكول DECT من الصعب اعتراض إِطار وتعديله وإِرساله لاحقًا مرة أخرى، حيث تعتمد إِطارات DECT على تعدد الإِرسال بتقسيم الوقت وتحتاج إِلى إِرسالها في نقطة زمنية محددة. لسوء الحظ، نفذ عدد قليل جدا من أَجهزة DECT في السوق إِجراءات المصادقة والتشفير  – وحتى عندما تم استخدام التشفير بواسطة الهاتف، كان من الممكن تنفيذ هجوم man-in-the-middle ينتحل شخصية محطة DECT الأَساسية والعودة إِلى الوضع غير المشفر – مما يسمح بالاستماع إِلى المكالمات وتسجيلها وإِعادة توجيهها إِلى وجهة مختلفة.
بعد تقرير لم يَتم التحقق منه عن هجوم ناجح فيِ عام 2002،  أَعضاء مشروع deDECTed.org قامو بعمل هندسة عكسية لـ DECT Standard Cipher في عام 2008،  واعتبارًا من عام 2010 كان هناك هجوم قابل للتطبيق عليه يمكنه استرداد المفتاح.
في عام 2012، تم تضمين خوارزمية مصادقة محسنة، وخوارزمية مصادقة DECT القياسية 2 (DSAA2)، وإِصدار محسن من خوارزمية التشفير، DECT Standard Cipher 2 (DSC2)، كلاهما يعتمد على تشفير AES 128 بت، كخيار اختياري في مجموعة NG-DECT / CAT-iq.
أَطلق منتدى DECT أيضا برنامج شهادة أَمان DECT الذي يفرض استخدام ميزات الأَمان الاختيارية سابقا في ملف تعريف GAP، مثل التشفير المبكر والمصادقة الأساسية.

### مظهر
َتَم تحديد ملفات تعريف الوصول المختلفة فيِ معيار DECT:
- ETSI TS 103634 V1.2.1 (2020-10). ترميز اتصالات منخفض التعقيد زائد (LC3plus)
- ETSI EN 300444 V2.5.1 (2017-10). ملف تعريف الوصول العام (GAP)
- ETSI EN 300824 V1.3.1 (2001-08). التنقل الطرفي اللاسلكي (CTM) - وضع الوصول إلى CTM (CAP)
- ETSI EN 300700 V2.2.1 (2018-12). محطة الترحيل اللاسلكي (WRS)
- المعيار ETSI EN 301649 V2.3.1 (2015/03). خدمة راديو حزم DECT (DPRS)
- ETSI EN 300757 V1.5.1 (2004-09). خدمة الرسائل منخفضة السعر (LRMS) بما في ذلك خدمة الرسائل القصيرة (SMS)

## DECT لشبكات البيانات
توجد ملفات تعريف التشغيل البيني الأخرى في مجموعة معايير DECT، وعلى وجه الخصوص تجمع DPRS (DECT Packet Radio Services) عددا من ملفات تعريف التشغيل البيني السابقة لاستخدام DECT كشبكة LAN لاسلكية وخدمة الوصول إِلى الإِنترنت اللاسلكي. مع نطاق جيد (يصل إِلى 200 متر (660 قدم) الداخل و6 كيلومتر (3.7 ميل) باستخدام هوائيات اتجاهية فيِ الهواء الطلق)، طيف مخصص، مناعة عالية من التداخل، إِمكانية التشغيل البيني المفتوح وسرعات بيانات تبلغ حوالي 500 kbit / s، ظهر DECT في وقت واحد ليكون بديلا ممتازا لشبكة واي-فاي. كانت إمكانيات البروتوكول المضمنة في معايير بروتوكول شبكة DECT جيدة بشكل خاص في دعم التجوال السريع فيِ الفضاء العام، بين النقاط الساخنة التي يديرها مقدمو الخدمات المتنافسون والمتصلون.ِ كان أول منتج DECT يصل إلى السوق، Olivetti's Net <sup id="mwAhw">3</sup>، عبارة عن شبكة LAN لاسلكية، وقد قامت الشركات الألمانية Dosch &amp; Amand وHoeft &amp; Wessel ببناء أَعمال متخصصة على توريد أنظمة نقل البيانات القائمة على DECT.
ومع ذلك، كان توقيت توافر DECT، في منتصف التسعينيات، مبكرا جدا لإِيجاد تطبيق واسع للبيانات اللاسلكية خارج التطبيقات الصناعية المتخصصة. بينما عانى مقدمو خدمة واي-فاي المعاصرون من نفس المشكلات، تراجع مزودو DECT إِلى السوق الأَكثر ربحا للهواتف اللاسلكية. كان أَحد نقاط الضعف الرئيسية أيضا هو عدم إِمكانية الوصول إِلى سوق الولايات المتحدة، بسبب قيود الطيف التي تفرضها لجنة الاتصالات الفيدرالية في ذلك الوقت. بحلول الوقت الذي ظهرت فيه التطبيقات الجماعية للإنترنت اللاسلكي، وانفتحت الولايات المتحدة على DECT، في القرن الجديد، كانت الصناعة قد تقدمت كثيرا من حيث الأَداء ووقت DECT حيث مر نقل البيانات اللاسلكي التنافسي تقنيا.

## الصحة والسلامة
يستخدم DECT راديو UHF، على غرار الهواتف المحمولة وأَجهزة مراقبة الأَطفال والواي-فاي وتقنيات الهاتف اللاسلكي الأخرى. تدعي وكالة حماية الصحة البريطانية (HPA) أَنه نظرا لقدرة الهاتف المحمول على التكيف، يمكن أَن يتجاوز إِشعاع الهاتف اللاسلكي DECT إِشعاع الهاتف المحمول. إِشعاع الهاتف اللاسلكي DECT لديه متوسط طاقة خرج 10 ميغاواط ولكن في شكل 100 موجة في الثانية من 250 ميغاواط، قوة يمكن مقارنتها ببعض الهواتف المحمولة. لم تتمكن معظم الدراسات من إِثبات أي صلة بالتأثيرات الصحية، أو كانت غير حاسمة. قد يكون للمجالات الكهرومغناطيسية تأثير على تعبير البروتين في البيئات المختبرية  ولكن لم يثبت بعد أَن لها تأثيرات سريرية مهمة في بيئات العالم الحقيقي. أصدرت منظمة الصحة العالمية بيانا حول الآثار الطبية للهواتف المحمولة والذي يقر بأن الآثار طويلة المدى (على مدى عدة عقود) تتطلب مزيدا من البحث.

## المعايير
ETSI EN 300175 V2.8.1 (2019-12). الاتصالات اللاسلكية الرقمية المحسّنة (DECT) – الواجهة المشتركة (CI)

- ETSI EN 300175-1. الجزء 1: نظرة عامة
- ETSI EN 300 175-2. الجزء 2: الطبقة المادية (PHL)
- ETSI EN 300175-3. الجزء 3: طبقة التحكم في الوصول المتوسط (MAC)
- ETSI EN 300175-4. الجزء 4: طبقة التحكم في ارتباط البيانات (DLC)
- ETSI EN 300175-5. الجزء 5: طبقة الشبكة (NWK)
- ETSI EN 300175-6. الجزء السادس: الهويات والعنونة
- ETSI EN 300175-7. الجزء 7: ميزات الأمان
- ETSI EN 300175-8. الجزء الثامن: ترميز ونقل الكلام والصوت

ETSI TS 102939. الاتصالات اللاسلكية الرقمية المحسّنة (DECT) – طاقة منخفضة جدًا (ULE) – آلة إلى آلة الاتصالات

- ETSI TS 102939-1 V1.3.1 (2017-10). الجزء 1: شبكة أتمتة المنزل (المرحلة 1)
- ETSI TS 102939-2 V1.3.1 (2019-01). الجزء 2: شبكة أتمتة المنزل (المرحلة 2)

ETSI TS 102527. الاتصالات اللاسلكية الرقمية المحسّنة (DECT) – الجيل الجديد من تقنية DECT

- ETSI TS 102527-1 V1.5.1 (2019-08). الجزء 1: حديث النطاق العريض
- ETSI TS 102527-2 V1.1.1 (2007-06). الجزء 2: دعم حزم بيانات IP الشفافة
- ETSI TS 102527-3 V1.7.1 (2019-08). الجزء 3: خدمات الكلام ذات النطاق العريض الموسعة
- ETSI TS 102527-4 V1.3.1 (2015/11). الجزء 4: خدمات البيانات الخفيفة ؛ تحديث البرامج عبر الأثير (SUOTA) وتنزيل المحتوى والتطبيقات المستندة إلى HTTP
- ETSI TS 102527-5 V1.4.1 (2019-08). الجزء 5: مجموعة الميزات الإضافية لا. 1 لخدمات الكلام ذات النطاق العريض الموسعة

ETSI TS 103636 v1.1.1 (2020-07). راديو جديد DECT-2020 (NR)

- ETSI TS 103636-1. الجزء 1: نظرة عامة
- ETSI TS 103636-2. الجزء 2: استقبال وإرسال الراديو
- ETSI TS 103636-3. الجزء 3: الطبقة المادية
- ETSI TS 103636-4. الجزء 4: طبقة MAC

الاتصالات اللاسلكية الرقمية المحسّنة (DECT)

- ETSI TS 103634 V1.2.1 (2020-10). ترميز اتصالات منخفض التعقيد زائد (LC3plus)
- ETSI EN 300444 V2.5.1 (2017-10). ملف تعريف الوصول العام (GAP)
- ETSI EN 300824 V1.3.1 (2001-08). التنقل الطرفي اللاسلكي (CTM) - وضع الوصول إلى CTM (CAP)
- ETSI EN 300700 V2.2.1 (2018-12). محطة الترحيل اللاسلكي (WRS)
- المعيار ETSI EN 301649 V2.3.1 (2015/03). خدمة راديو حزم DECT (DPRS)
- ETSI EN 300757 V1.5.1 (2004-09). خدمة الرسائل منخفضة السعر (LRMS) بما في ذلك خدمة الرسائل القصيرة (SMS)

الاتصالات اللاسلكية الرقمية المحسّنة (DECT) – الجيل الجديد من تقنية DECT
- ETSI TS 102841 V1.5.1 (2014/01). خدمات الكلام ذات النطاق العريض الممتدة - مواصفات اختبار الملف الشخصي (PTS) ومكتبة حالة الاختبار (TCL)
- ETSI TS 102843 V1.1.1 (2014/01). مجموعة ميزات إضافية nr.1 لخدمات الكلام ذات النطاق العريض الموسعة ؛ مواصفات اختبار الملف الشخصي (PTS) ومكتبة حالة الاختبار (TCL)
- ETSI TS 103158 V1.1.1 (2014-11). خدمات البيانات الخفيفة - تحديث البرنامج عبر الأثير (SUOTA) - مواصفات اختبار الملف الشخصي (PTS) ومكتبة حالة الاختبار (TCL)

## روابط خارجية
- منتدى DECT على dect.org
- معلومات DECT في ETSI
- DECTWeb.com
- تنفيذ مفتوح المصدر لمكدس DECT